# Pettyes bagoly
A pettyes bagoly (Strix seloputo) a madarak (Aves) osztályának bagolyalakúak (Strigiformes) rendjéhez, ezen belül a bagolyfélék (Strigidae) családjához tartozó faj.

## Előfordulása
Kambodzsa, Indonézia, Laosz, Malajzia, Mianmar, Fülöp-szigetek, Szingapúr, Thaiföld és Vietnám területén honos.

## Alfajai
- Strix seloputo seloputo
- Strix seloputo baweana
- Strix seloputo wiepkeni